# Tengri
Tengri (staroturško 𐰚𐰇𐰚:𐱅𐰭𐰼𐰃, bolgarsko Тангра, latinizirano: Tangra, turško Tanrı, praturško  * teŋri/* taŋrɨ, mongolsko Тэнгэр, latinizirano: Tenger) je eno od imen prvotnega  glavnega božanstva xiongnujskih, hunskih, prabolgarskih in mongolskih ljudstev.
Čaščenje Tengrija  je tengrizem. Glavni bitji v tengrizmu sta nebeški oče (Tengri/Tenger  Etseg) in mati zemlja (eje/Gazar eej). Tengrizem vključuje tudi šamanizem, animizem, totemizem in čaščenje prednikov.

## Ime
Najstarejša oblika imena je zapisana v kitajskih letopisih iz 4. stoletja pr. n. št. med opisi verovanj  Xiongnujev. Ime je zapisano kot 撑犁, Čeng-li, zato se domneva, da gre za kitajsko transkripcijo imena Tängri. Praturška oblika besede je rekonstruirana kot *Teŋri  ali  *Taŋrɨ. Alternativna altajska etimologija, rekonstruirana iz *T`aŋgiri  (prisega ali bog),  bolj poudarja bogovo božanskost  kot njegovo  oblast nad nebom.
Turška oblika Tengri, je dokumentirana  na orhonskih napisih iz 8. stoletja  v staroturški obliki 𐱅𐰭𐰼𐰃. V sodobni turščini se je iz nje izpeljana beseda Tanrı prvotno uporabljala za abrahamskega Boga, zdaj pa se uporablja za vse bogove. Vrhovno božanstvo v verovanju Čuvašev je Tură.
Ime Tengri se v sodobni mongolščini piše Тэнгэр  (Tenger, nebo), bolgarščini  Тангра (Tangra)  in azerbajdžanščini Tanrı. Z njim je morda povezana tudi kitajska pismenka 天 (nebo, mandarinsko tiān, kitajsko thīn in japonsko ten,  izposojeno od dinastije Han), izposojenka  iz prazgodovinskega srednjeazijskega jezika.
Po Dimitrovu (1987) je Aspandiat (Spenta Armaiti) ime, ki so ga Tengriju dali Perzijci.

## Zgodovina
Tengri je bil nacionalni bog Gokturkov, opisan kot Türük Tängrisi - bog Turkov. Oblast gokturških kanov je temeljila na Tengrijevem mandatu. Vladarje so zato sprejemali kot Tengrijeve sinove   in njegove predstavnike na zemlji.   Naslavljali so jih  s tengrikut, kutluġ ali kutalmish. Naslov je temeljil na prepričanju, da je Tengri vladarjem podelil mogočnega duha, imenovanega  kut.
Tengri je bil najvišji bog, katerega so v 6.-9. stoletju  častili vladajoči razredi srednjeazijskih stepskih ljudstev: Turkov, Mongolov in Madžarov. Svoj pomen je začel izgubljati, ko so ujgurski kagani v 8. stoletju za državno vero proglasili manihejstvo. Čaščenje Tengrija  so v vzhodno Evropo prinesli Huni in Prabolgari.
Za Tengrija je veljalo prepričanje, da je najvišji bog in stvarnik vsega obstoječega. Bil je gospodar neba, pod seboj pa je imel tudi nižja božanstva (Alpi), ki so izvrševala njegove ukaze. Kot Gök Tanrı je bil oče sonca (Kujaš) in lune (Aj Ata) in Umaj, Erlika in (včasih) Ulgena.

## Mitologija
Tengri je bil glavni bog turškega panteona in presenetljivo podoben indoevropskemu bogu neba  Dyeusu. Struktura rekonstruirane praindoevropske religije je pokazala, da je bližja zgodnji turški religiji kot religiji katerega koli ljudstva Bližnjega vzhoda in sredozemske antike.
Najpomembnejši pisni dokazi čaščenja Tengrija so na staroturških orhonskih napisih iz zgodnjega 8. stoletja, ki govorijo o mitološkem poreklu Turkov. V napisu, posvečenem Kul Tiginu, piše:
Ko sta bila ustvarjena  modro nebo (Tengri) zgoraj in rjava zemlja spodaj, so bili med njima ustvarjeni ljudje. Ljudem sta vladala moja prednika Bumin Kagan in  Istemi Kagan. Vladala sta po turških zakonih in bila uspešna. [...]
Tengri je ustvaril smrt. Človeška bitja so ustvarjena zato, da umrejo. [...]
(Človek) premine  (dobesedno odleti), dokler mu Tengri ne da novega  življenja.
V turški mitologiji je Tengri snežno bela gos, ki brez prestanka leti nad neskončno vodno površino, ki predstavlja čas.  Pod vodo je Ak Ana (bela mati), ki mu kliče »Ustvari!«.  Da bi premagal svojo osamljenost, je Tengri ustvaril Er Kiši, ki ni tako čist in bel kot Tengri,  in skupaj sta ustvarila svet. Er Kiši je kasneje dobil demonski značaj. Prizadeval  si je, da bi zavedel ljudi in jih potisnil v temo. Tengri je privzel ime Tengri Ülgen  in se umaknil v nebesa, od koder poskuša voditi ljudi preko svetih živali, ki jih je poslal mednje.  Ak Tengri zasedla peto nadstropje nebes. Šamanski  svečeniki,  ki želijo priti do Tengri Ülgena, nikoli ne pridejo dlje kot do tu. Tukaj svoje želje prenesejo na božanske vodnike. Na zemljo oziroma med ljudi se vrnejo na gosi podobnem plovilu.
Po ujgurskem učenjaku in leksikografu Mahmudu al Kašgariju je bil Tengri znan po tem, da je omogočil rast rastlin in udarjanje strel. Turki so s pridevnikom tengri, ki pomeni božanski, označevali vse, kar je bilo veličastno, na primer drevesa in gore, in se jim spoštljivo priklanjali. Kašgari je imel do čaščenja Tengrija negative odnos.  Nemuslimanske Turke, ki so ga častili, je zasmehoval in  žalil in prosil boga, naj jih uniči. 
Kašgari je trdil, da je Prerok pripomogel k čudežnemu dogodku, v katerem je 40.000 muslimanov pod vodstvom  Arslāna Tegīna porazilo vojsko 700.000 nevernih Jabakujev, tako da je z vrat na zeleni gori nanje spuščal strele. Jabakuji so bili turško ljudstvo.

## Krajevna imena
- Kan Tengri je gora v gorovju Tjenšan na meji med Kazahstanom in Kirgizistanom.  Tjenšan sam je v Ujguriji znan kot Tanri Tagi.
- Po Tengriju se imenuje gorovje Tangra na Livingstonovem otoku v Lužnih šetlandskih otokih na Antarktiki
- V Bolgariji se je po njem imenovala najvišja  gora v Rili, katero so Osmani v  15. stoletju preimenovali v Musala – Alahova gora.
- Otgontenger je najvišja gora v gorovju Kangaj v Mongoliji.
- Po njem se imenuje puščava Tengger v Notranji Mongoliji na Kitajskem.

## Oživitev tengrizma
Tengrizem je naziv oživljenega srednjeazijskega šamanizma po razpadu Sovjetske zveze. V Kirgizistanu je ideološka komisija, kateri je predsedoval državni sekretar Dastan Sargulov, po predsedniških volitvah leta 2005 tengrizem razglasila za panturško nacionalno ideologojo.